# Stranka socijalističkog jedinstva Njemačke
Partija socijalističkog jedinstva Njemačke (njem. Sozialistische Einheitspartei Deutschlands, SED) je bila marksističko-lenjinistička stranka na vlasti u Njemačkoj Demokratskoj Republici od 1949. do 1990. godine. Osnovana je 21. travnja 1946. godine spajanjem Socijaldemokratske partije Njemačke i Komunističke partije Njemačke. 
Nakon pada komunizma u Istočnoj Njemačkoj u listopadu 1989. godine 18. listopada održano je posebno zasjedanje Politbiro-a SED-a. Erich Honecker je bio prisiljen podnijeti ostavku, a vodstvo nad SED-om preuzeo je Egon Krenz. 
Neki od bivših članova SED-a u prosincu 1989. osnovali su Stranku demokratskog socijalizma (PDS). Vođa stranke je postao je Gregor Gysi. PDS je ostala jedna od utjecajnijih stranaka na području bivše Istočne Njemačke.

## Vanjske poveznice
|  | Zajednički poslužitelj ima još gradiva o temi Stranka socijalističkog jedinstva Njemačke |